# 통용규범한자표
《통용규범한자표》(중국어 간체자: 通用规范汉字表, 정체자: 通用規範漢字表, 병음: Tōngyòng Guīfàn Hànzì Biǎo 퉁융구이판한쯔뱌오[*])는 2013년 6월 5일 중화인민공화국의 교육부(敎育部)와 국가언어문자공작위원회(國家言語文字工作委員會)가 공동으로 발표한 한자 8,105자에 관한 목록이다.
이전에 제정된 《제일비이체자정리표》(第一批異體字整理表, 1955년 제정), 《간화자총표》(簡化字總表, 1964년 제정, 1986년 개정), 《인쇄통용한자자형표》(印刷通用漢字字形表, 1986년 제정), 《현대한어상용자표》(現代漢語常用字表, 1988년 제정), 《현대한어통용자표》(現代漢語通用字表, 1988년 제정)를 하나로 통합하여 제정되었다.
2001년 《규범한자표》(規範漢字表)를 통해 처음 작성되었으며 2009년 8월에는 《통용규범한자표》에 관한 공개적인 의견 제시가 있었다. 2013년 6월 5일 국무원(國務院)이 《통용규범한자표》를 통보했다. 일반적인 교육에 사용되는 1급 한자 3,500자, 출판·인쇄·사전 편찬·통신 등에 사용되는 2급 한자 3,000자, 인명·지명·과학 기술·문어체 문장에 사용되는 3급 한자 1,605자로 구성되어 있다.

## 같이 보기
- 현대한어상용자표
- 현대한어통용자표